# Sohmer Piano Building
Das Sohmer Piano Building ist ein denkmalgeschütztes Hochhaus in Manhattan in New York City, Vereinigte Staaten. Das frühere Büro- und Geschäftshaus wurde von 1999 bis 2001 in ein Wohnhaus mit elf Eigentumswohnungen umgebaut.

## Beschreibung

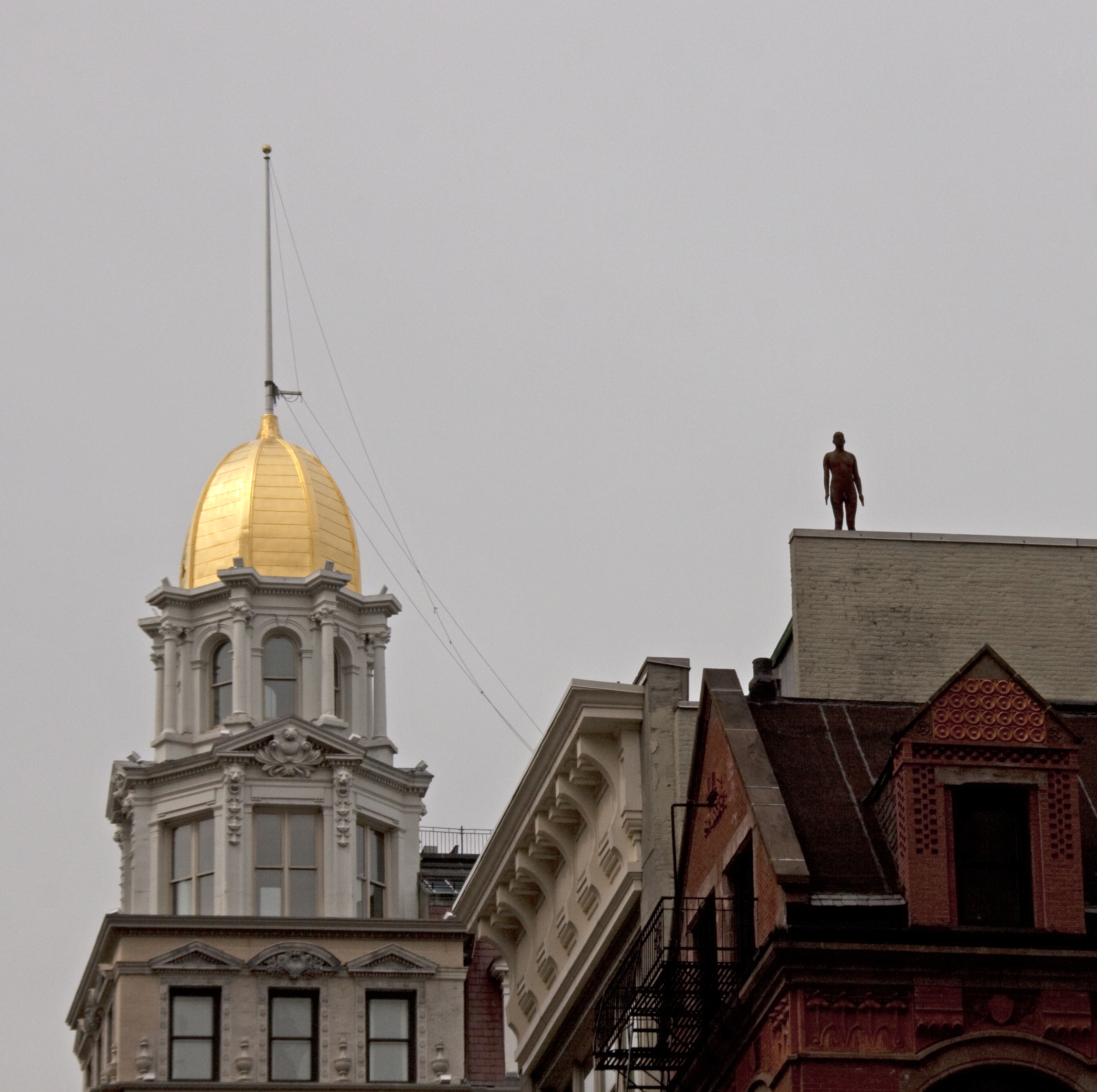
Turm mit Kuppel und Fahnenmast (Mai 2010)

Das Wohngebäude befindet sich in Midtown Manhattan an der Fifth Avenue, Südwestecke West 22nd Street im Flatiron District und ist Teil des Ladies’ Mile Historic Districts. Östlich steht schräg gegenüber jenseits der Fifth Avenue das bekannte Flatiron Building. Dahinter verläuft der Broadway zum ein Block nördlich gelegenen Madison Square Park.
Das Sohmer Piano Building wurde im Jahre 1897 nach einem Entwurf von Robert Maynicke (1849–1913) im Stil der Beaux-Arts-Architektur erbaut. Seinen Namen erhielt es von der Pianomanufaktur Sohmer & Co., die das Gebäude als einer der ersten Mieter nutzte. Das an der Front zur Fifth Avenue nur knapp neun Meter schmale, aber entlang der 22nd Street zirka 36 Meter lange Bauwerk hat 13 Stockwerke und ist etwa 40 Meter hoch. Ein markantes Merkmal ist ein kleiner, im Bereich an der Fifth Avenue auf dem Dach aufgesetzter zweistöckiger, achteckiger Turm, der von einer mit 23,5 Karat vergoldeten gerippten Kuppel mit einem etwa acht Meter hohen Fahnenmast gekrönt ist. Der Turm, dessen acht Ecken mit Pilastern und Säulen gestaltet sind, gehört zu einem 458 m² großen Duplex-Penthouse. Der zwei Stockwerke hohe Gebäudesockel wird von neun Pilastern unterteilt, die ein gezahntes Gesims tragen. In den zehn Etagen darüber befinden sich pro Stockwerk eine je 254 m² große Loftwohnung, die eine Deckenhöhe von 3,7 m haben. Einige Fensterreihen werden mit dekorativen Dreiecksgiebeln überdacht. Über dem zehnten Stockwerk verläuft ein weiteres gezahntes Gesims. Den oberen Abschluss bildet ein mit roten Schiefer gedecktes Mansarddach.
Die Firma Valhal Corporation erwarb 1989 für 7,2 Millionen US-Dollar das Bürogebäude und ließ es von 1999 bis 2001 für 7 Millionen US-Dollar in ein Wohnhaus umbauen, das seitdem mit Ausnahme des Erdgeschosses, das von einer Gewerbeeinheit eingenommen wird, elf Eigentumswohnungen beherbergt. Von 2002 bis 2005 wurden Kuppel, Fassade, Terrakotta- und Kalksteinelemente sowie Mansarddach von Bone/Levine Architects für 7,1 Millionen US-Dollar renoviert.